# Водный велосипед

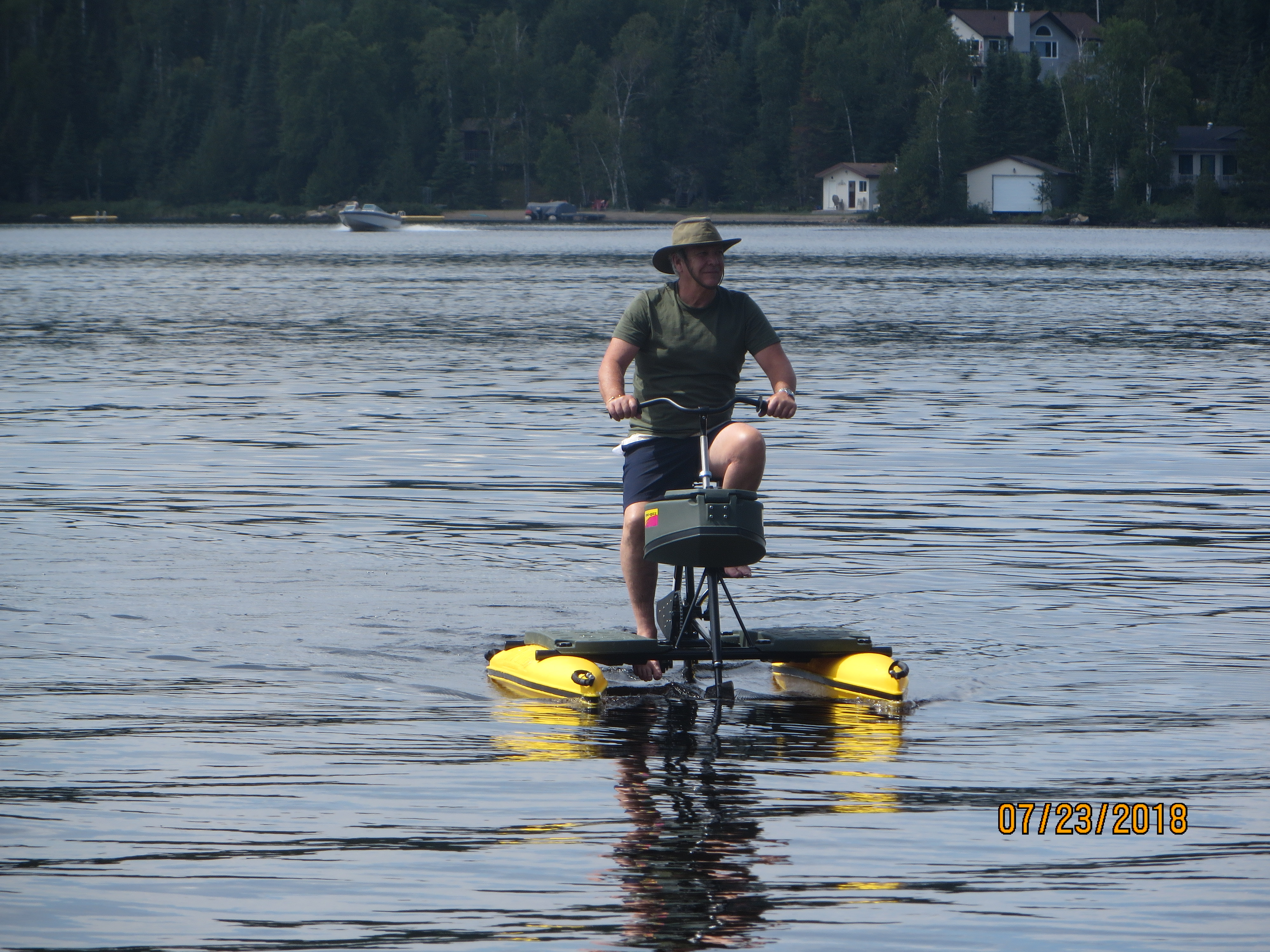
Гидробайки, изготовленные в Гумбольдте, штат Айова, США

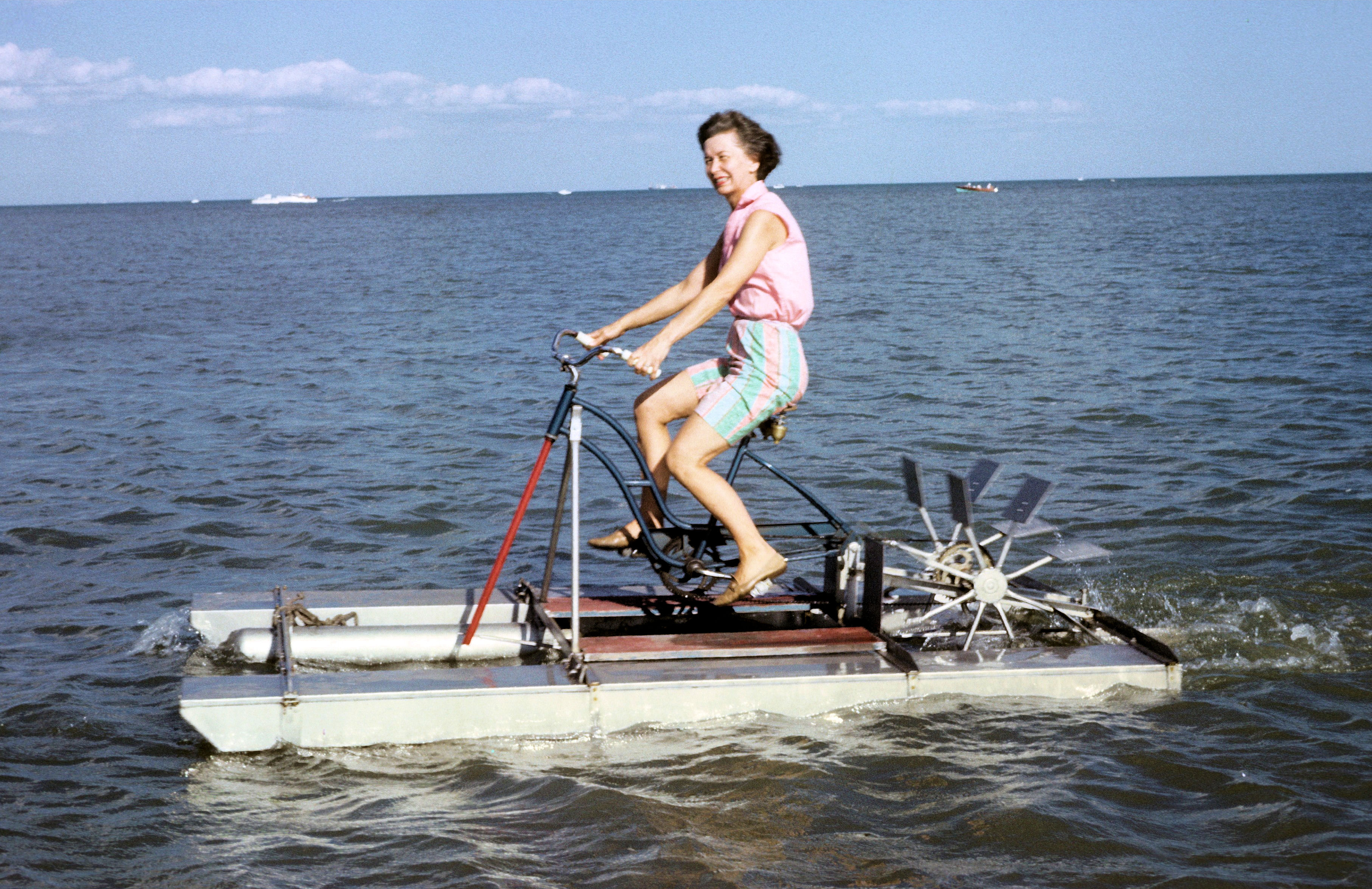
Водный велосипед на озере Сент-Клер, штат Мичиган, США, 1963 год

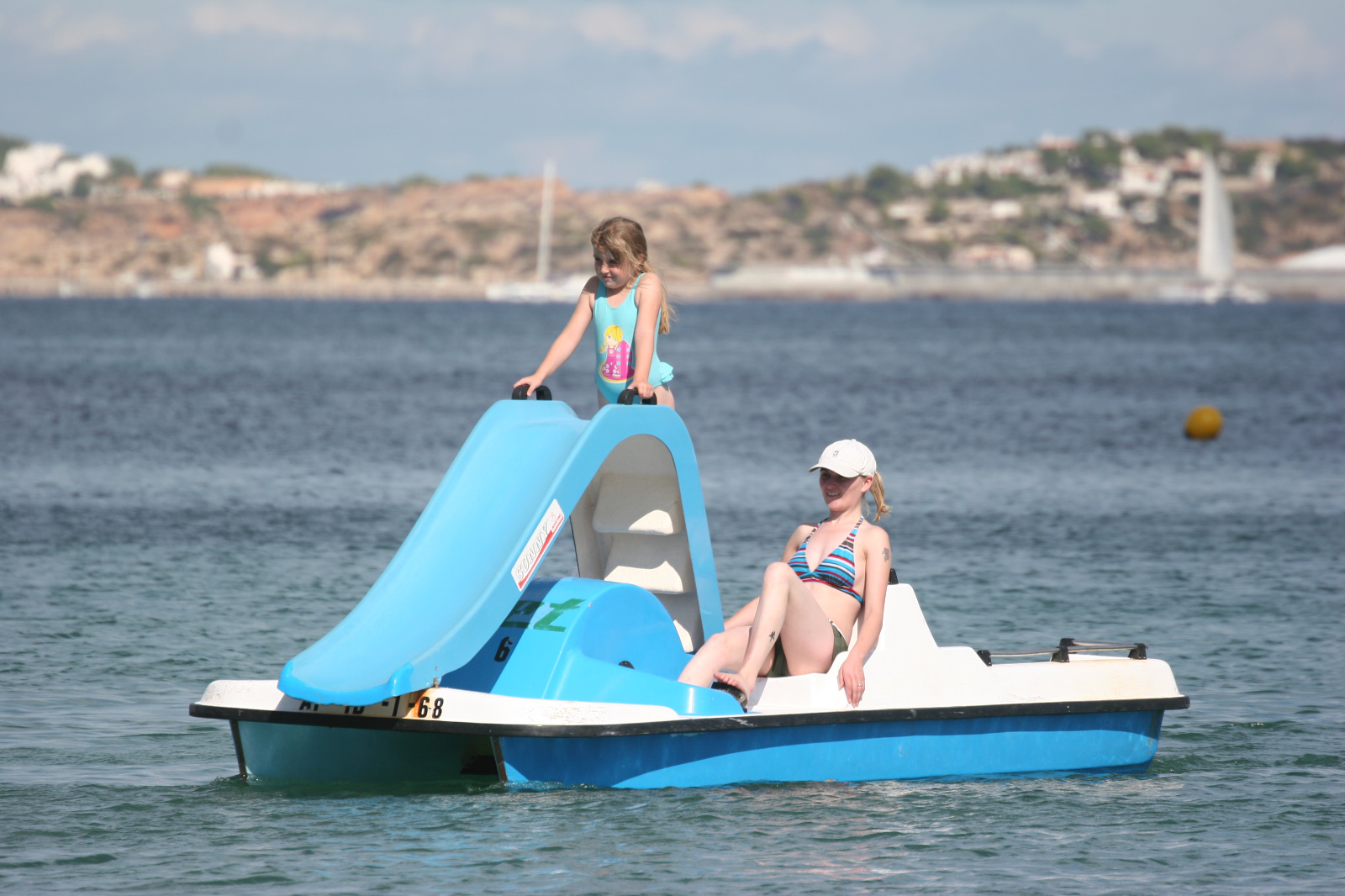
Водный велосипед с детской горкой

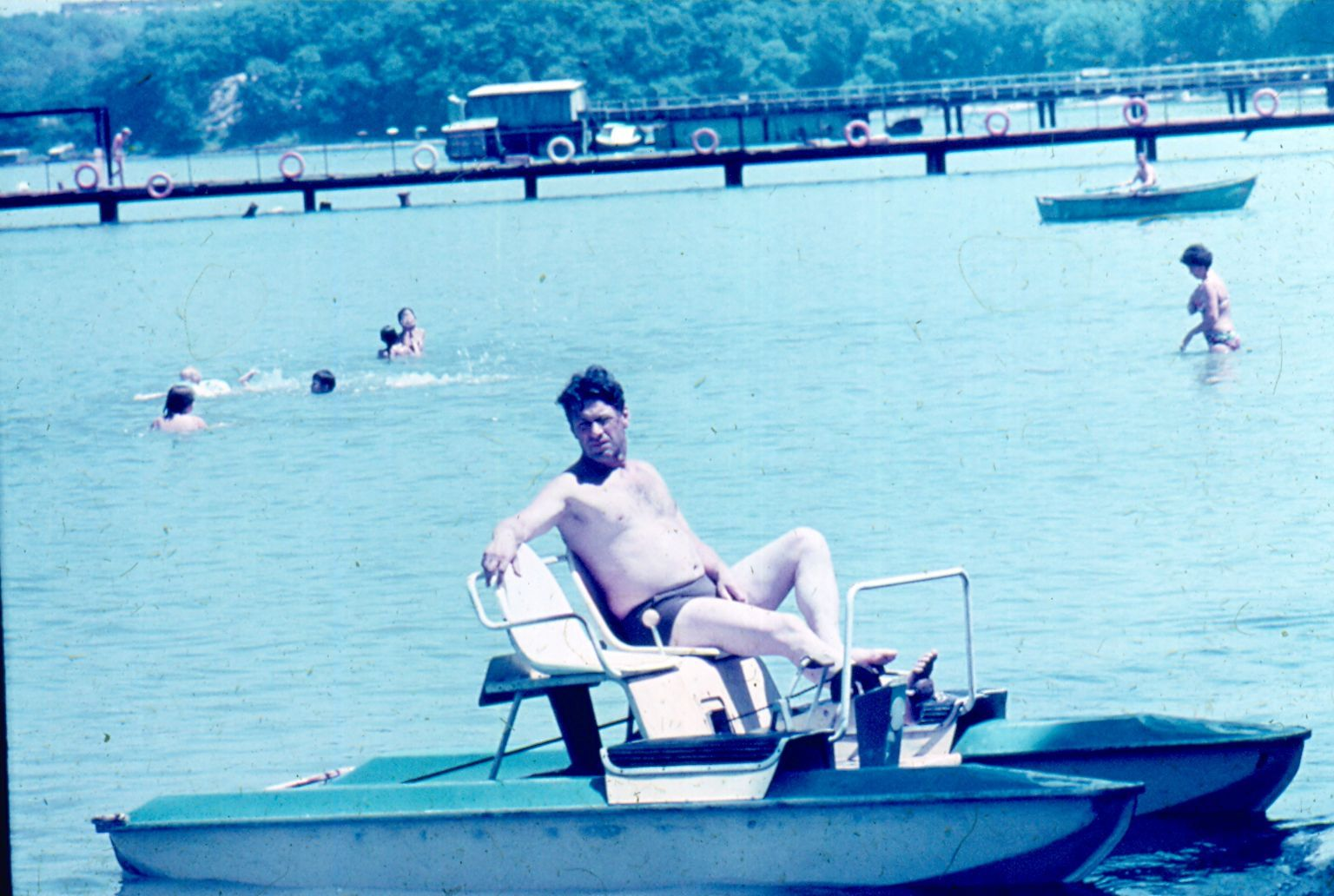
Катание на водном велосипеде-катамаране, Владивосток, 1982 год

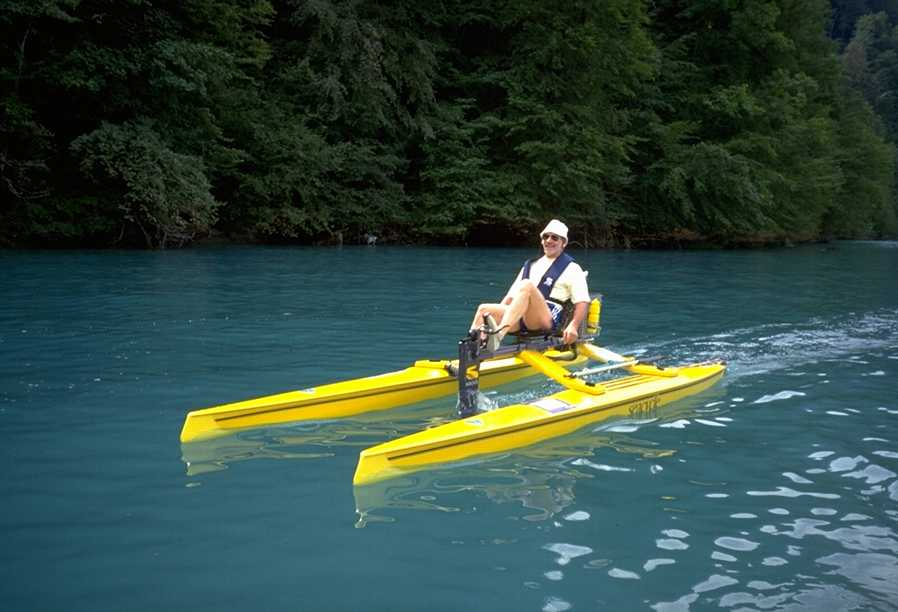
Катамаран с гребным винтом

Во́дный велосипед (также водный байк, или гидробайк; англ. Hydrobike, Waterbike) — один из самых популярных прогулочных судов, приводимых в движение мускульной силой.
Отличается компактностью и небольшой массой, которые позволяют легко транспортировать, кантовать и штабелевать его при эксплуатации и хранении. Прост в управлении, надёжен и безопасен. Легко управляется и подростками, и пожилыми людьми.
Интересной разновидностью водного велосипеда является акваскипер, использующий подводные крылья и ластовый движитель.

## Конструкция
Многие модели велосипедов — катамараны.
Корпус изготавливается из алюминиевых сплавов или стеклопластика (масса около 90 кг).
Движитель — гребное колесо с непосредственным приводом от педалей (как у детского велосипеда); или гребной винт с педальным приводом через цепную передачу.

## Интересные факты
- Один из вариантов водного велосипеда — так называемый «аквапед» в 1888 году был подарен его конструктором — горным инженером из Петрозаводска В. В. Перловским императору Александру III и был излюбленным развлечением его детей[2][3].